# Trígono retromolar
O Trígono retromolar é uma região anatômica da mandíbula localizada posteriormente (atrás) do último molar.
Possui um formato triangular.
Os terceiros molares (dente do siso) geralmente se localizam nesta região. Dentre suas funções, pode-se citar a fixação do ligamento pterigomandibular.